# 鬼頭えん
鬼頭 えん（きとう えん、6月30日 - ）は、日本の漫画家・原画家・イラストレーター。
同人活動の傍ら、2000年にアダルトゲーム『はぁとでネットワーク』(Euphony Production)の原画を担当。商業誌で読み切り作品を数点発表の後、2005年より「コンプエース」（角川書店）で『ひぐらしのなく頃に 鬼曝し編』（原作：竜騎士07）と『ひぐらしのなく頃に怪 現壊し編』（同）を連載した。
「コンプエース」2008年7月号より、『戦場のヴァルキュリア』が開始され、2010年5月号で連載が完結。

## 同人活動
RPG『ブレス オブ ファイア』シリーズ（カプコン）の大ファンであり、同人活動も同シリーズを題材にしたものが中心となっている。
2010年夏よりオリジナルの同人作品『Saint Foire Festival』シリーズを随時発行中。

## 主な作品
漫画
- ひぐらしのなく頃に 鬼曝し編（原作：竜騎士07）
- ひぐらしのなく頃に怪 現壊し編（原作：竜騎士07）
- マビ日和（「マビノギ」公式サイト）
- 戦場のヴァルキュリア
- 地獄の釜の蓋を開けろ

原画
- はぁとでネットワーク(Euphony Production)

挿絵
- ANGELIUM ときめきLOVE GOD（MOON NOVELS）